# Le Chevalier Gluck
Pour les articles homonymes, voir Gluck (homonymie).
Le Chevalier Gluck. Souvenir de l'année 1809 (en allemand, Ritter Gluck. Eine Erinnerung aus dem Jahre 1809) est une nouvelle fantastique d'Ernst Theodor Amadeus Hoffmann écrite  à Bamberg en juillet-août 1808 et parue pour la première fois le 15 février 1809 dans l’Allgemeine musikalische Zeitung de Johann Friedrich Rochlitz à Leipzig. Elle a été en publiée dans le premier volume des Fantaisies à la manière de Callot (Fantasiestücke in Callots Manier) en 1814 à Bamberg. Personnage principal de cette histoire, le compositeur Christoph Willibald Gluck est mort en 1787.

## Résumé
À la fin de l'été, le narrateur est assis sous les tilleuls du Tiergarten, à Berlin. Il rencontre un inconnu, grand connaisseur de musique, qui s'agace des sons criards de l'orchestre du café Weber. Animés l'un et l'autre par une haute conception de l'art, qui tranche avec la platitude des Berlinois, les deux hommes expriment leur passion des opéras de Mozart et de Gluck.
Quelques mois plus tard, les deux hommes se retrouvent par hasard « par une froide soirée pluvieuse, dans un quartier éloigné », devant le théâtre, où l'on donne l'Armide de Gluck. L'inconnu conduit le narrateur dans sa maison, où il joue au piano et chante l'ouverture de cet opéra, puis diverses scènes. Sur sa demande, le narrateur tourne les feuillets. Quand il a fini, enthousiasmé par sa prestation, le narrateur s'exclame: « quel est donc votre pouvoir? Qui êtes-vous? ». L'inconnu disparaît alors, et la chambre est plongée dans le noir plusieurs minutes. Quand il réapparaît avec la lumière, il porte « riche habit à la française, chargé de broderies, une belle veste de satin, et une épée » qui pend au côté. Toute l'expérience aliène le narrateur, mais il faut admettre que la «performance» de Gluck a été interprété par l'étranger à cela, comme ça doit être interprétée. Il se présente alors, « en souriant d'un air singulier : Je suis le chevalier Gluck! »

## Analyse
L'histoire entraîne « le lecteur vers un monde mystérieux, celui des Djinns, le Djinnistan, qui est aussi celui de la musique ».
En 1809, Gluck est mort depuis 1787. Le Chevalier Gluck est une histoire fantastique dans le sens où l'on ignore si l'inconnu est réellement le compositeur réincarné ou un fou excentrique. La question demeure en suspens dans la nouvelle. Par ailleurs, l'histoire commence à Berlin à la fin de l'été 1809, comme l'indique le sous-titre (« souvenir de l'année 1809 »), alors qu'elle est parue en février de cette année.